# 3261 Tvardovskij
A 3261 Tvardovskij (ideiglenes jelöléssel 1979 SF9) a Naprendszer kisbolygóövében található aszteroida. Nyikolaj Sztyepanovics Csernih fedezte fel 1979. szeptember 22-én.